# کاتارانتوس لانسئوس پیچون
کاتارانتوس لانسئوس پیچون (نام علمی: Catharanthus lanceus) نام یک گونه از سرده پریوش است. این گیاه دارای قابلیت دارویی است که در آفریقای جنوبی به عنوان ضد اسهال خونی و شیرافزا در نظر گرفته می‌شود.

## ترکیبات
این گیاه دارای ترکیباتی با آثار متضاد است. کاتارانتین موجود در گیاه مدر است درحالیکه آجمالیسین آثار ضد ادراری دارد. این گیاه تا ۵ درصد یوهمبین دارد.
از دیگر ترکیبات این گیاه وجود آجمالینین، هورهامریسین، یوهمبین، کاتارانتین، آموکالین، پریوین، لوکنرینین، تتراهیدروآلستونین و ویندولینین در برگ هاست.
در آزمایش‌های انجام شده روی حیوانات عصاره این گیاه آثار کاهنده فشارخون و کاهنده قندخون از خود بروز داده است.

## سمیت
کشیدن زیاد سیگار این گیاه باعث عارضه جانبی شدید به صورت خفگی می‌شود.

## عوارض جانبی
ناهماهنگی عضلات ریزش مو، احساس غلغلک در پوست، احساس سوزش و تحلیل ماهیچه‌ها پس از مصرف متوالی اتفاق می‌افتد.